# Iwaniki (Ukraina)
Iwaniki (ukr. Іваники) – wieś na Ukrainie, w rejonie jaworowskim obwodu lwowskiego.

## Historia
Pod koniec XIX w. przysiółek wsi Bonów w powiecie jaworowskim.